# PVBA Elektron
PVBA Elektron is een Vlaamse komische televisieserie uit 1983, geproduceerd door Tom Huybrechts. Het hoorde bij het wetenschappelijk jeugdprogramma Elektron (gepresenteerd door Bart Peeters), het muziekprogramma Pop Elektron en een programma met beelden van live muziekconcerten Elektron Live.
Dit sketchprogramma was het debuut voor de Vlaamse acteur Dirk Roofthooft.

## Rolverdeling
| Acteur          | Personage              | Opmerkingen                       |
| --------------- | ---------------------- | --------------------------------- |
| vaste spelers   |                        |                                   |
| Frank Dingenen  | Arthur Aanspraakmakers |                                   |
| Dirk Roofthooft | Bert Beperkt           |                                   |
| Myriam Thys     | Viona Vennoot          |                                   |
| Jo Van Damme    | Peter Persoons         |                                   |
| gastrollen      |                        |                                   |
| Karel Segers    | Shoplifter             | episode 1.11 (The Shop Detective) |